# مایتلند (میزوری)
مایتلند (به انگلیسی: Maitland) یک شهر در ایالات متحده آمریکا است که در شهرستان هالت، میزوری واقع شده‌است. مایتلند ۰٫۷۸ کیلومتر مربع مساحت و ۳۴۳ نفر جمعیت دارد و ۲۸۸ متر بالاتر از سطح دریا واقع شده‌است.